# Bad Boy Street
Bad Boy Street (tj. Ulice zlého chlapce) je americko-francouzský hraný film z roku 2012, který režíroval Todd Verow podle vlastního scénáře. Film se odehrává v Paříži a jeho název odkazuje na ulici Rue des Mauvais-Garçons (ulice Zlých hochů).

## Děj
Francouz Claude zažil před lety v USA špatný vztah, což byl důvod, proč se vrátil zpět do Francie. Jednou časně ráno při návratu z nočního klubu The Eagle najde na chodníku v Rue des Mauvais-Garçons ve čtvrti Marais ležícího opilého Američana. Claude ho vezme k sobě domů. Když se mladý Američan probere, řekne mu, že se jmenuje Brad. Slíbí, že k němu zajde na večeři, ale objeví se až druhý den ráno. Jejich náhodné setkání se proměňuje ve vztah, jak doufá Claude, ale Brad je stále záhadný a rezervovaný. Claudova kamarádka Catherine je ráda, že je šťastný a uspořádá mu neohlášenou oslavu narozenin. Na ní jeden z hostů pozná, že Brad je známý americký herec Aaron Davis a ten poté uteče z bytu pryč. Claude za ním běží, ale už ho nedostihne. Druhý den za ním přijde Aaronův agent a přinese mu k podpisu smlouvu, ve které se Claude zavazuje k mlčenlivosti o vztahu s Aaronem alias Bradem. Po půl roce jdou Claude a Catherine na premiéru jeho nového filmu, který se jim vůbec nelíbí. V noci za Claudem přijde s omluvou Aaron, který je v Paříži kvůli premiéře svého filmu. Stráví spolu noc a přemlouvá ho, aby s ním odjel do Hollywoodu, ale Claude odmítne.

## Obsazení
| Yann de Monterno  | Claude    |
| Kevin Miranda     | Brad      |
| Florence d'Azémar | Catherine |
| Todd Verow        | Michael   |